# Stoibrax dichotomum
Stoibrax dichotomum là một loài thực vật có hoa trong họ Hoa tán. Loài này được (L.) Raf. miêu tả khoa học đầu tiên.